# Georg Adolf Erman
Georg Adolf Erman (Berlin, 1806. május 12. – Berlin, 1877. július 12.) német matematikus és fizikus.

## Életútja
Paul Erman fia. Berlinben kezdte meg természettudományi tanulmányait, később Königsbergben folytatta. 1828-ban nagy utazást kezdett meg. Szándéka az volt, hogy körülutazza a Földet azért, hogy a Föld egész kerülete számára lehetőleg pontos magnetikai meghatározásokat nyerjen. Ezért kezdetben Christopher Hansteen magnetometrikai expediciójához csatlakozott és vele ment Irkutszkig. Utazását Reise um die Erde durch Nordasien und die beiden Oceane című munkájában írta le, mely mű történelmi (1833-48, 3 kötet, Berlin) és tudományos részre (1835-41, 2 kötet és egy atlasz, Berlin) oszlik.
Meghatározásai különösen azért nevezetesek, mert Gauss ezekre alapította először földmágnességi elméletét. Erman 1839-ben a berlini egyetemen a fizika rendkívüli tanára lett. 1845-től 1848-ig H. Petersennel a saját mérései alapján a Gauss-féle földmágnességi elméletnek megfelelő állandókat számította. Még pontosabb eredményeket kapott 1874. évi számításai nyomán.

## Munkái
- Die Grundlagen der Gauss'schen Theorie
- Die Erscheinungen des Erdmagnetismus im Jahr 1829 (Petersennel, Berlin, 1874)